# Форма предмета
Фо́рма (лат. forma «форма, внешний вид») — взаимное расположение границ (контуров) предмета, объекта, а также взаимное расположение точек линии.
Форма предмета, наряду с цветом, размерами, освещённостью и другими факторами влияет на внешний вид предмета.
В геометрии две фигуры считаются имеющими одинаковую форму, если они могут быть преобразованы друг в друга с помощью перемещений (параллельного переноса и поворота) и пропорционального увеличения (уменьшения). Такие фигуры называются подобными.
В реальном мире наблюдается бесконечное разнообразие форм. Поэтому в обыденном употреблении используется лишь приблизительное соответствие конкретного предмета какой-либо простейшей геометрической фигуре (например, «тело кубической формы»). Также в речи применяется приблизительное подобие формы конкретного предмета форме широко известного объекта (например, «нитевидная форма», «бочкообразная форма»).
Бесформенными называются либо объекты, форма которых непохожа ни на одну из простых геометрических фигур, либо объекты эстетически непривлекательной формы.